# Berig
Pour les articles homonymes, voir Berig (Moselle).
Berig, Beric ou Berich est un roi légendaire des Goths d'après les Getica de Jordanès (IV, XVII).
C'est sous sa conduite que les Goths quittèrent l'île de Scandie (la Scandinavie) sur trois navires pour débarquer sur une terre à laquelle ils donnèrent le nom de Gothiscandza (de). Peu après, ils attaquèrent les Ruges et les chassèrent de leurs terres, puis soumirent les Vandales.
Cinq générations plus tard, les Goths migrèrent vers la Scythie, menés par le roi Filimer.

## Source primaire
- Jordanès. Histoire des Goths. Intr., trad. et notes par Olivier Devillers. 2e édition. Paris : Les Belles Lettres, 2004 (coll. La Roue à Livres).  (ISBN 2-251-33927-2)